# 健驮逻语

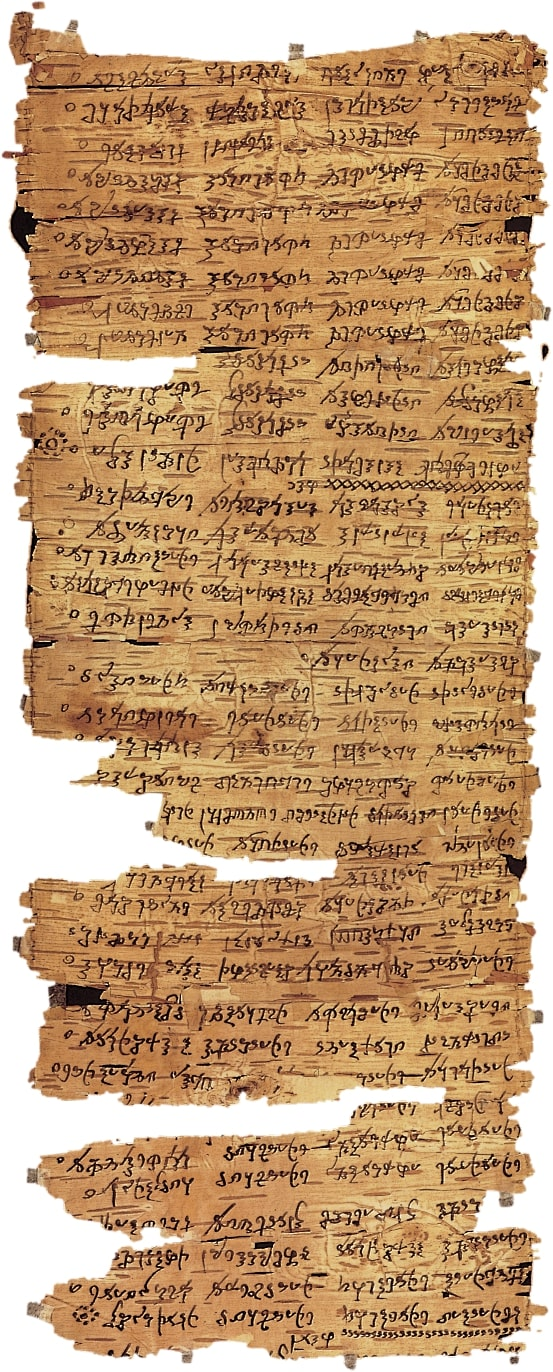
儒勒-莱昂·迪泰伊·德·兰斯的传教团（1891—1894）在中亚获得的不完整的《法句经》桦树皮手稿，为犍陀罗语，以佉卢文写成。公元1世纪末至3世纪。法国国家图书馆

健馱邏语，是一种古印度语言，属于印欧语系印度-伊朗语族印度-雅利安语支，是普拉克里特诸语言之一。犍陀罗语主要见于公元前3世纪到公元4世纪位于印度次大陆西北部的犍陀罗地区的文本中。这种语言被中亚的佛教文化大量使用，在中国洛阳、安阳的铭文中也有发现。
犍陀罗语是贵霜帝国及包括于阗、鄯善在内的各西域王国的官方语言。它出现在硬币、铭文和文本（尤其是犍陀罗语佛教原稿）之中。在众多普拉克里特语中，它的显著特点是留存了一些古老的语音，相对孤立和独立，部分受到古代近东和地中海的影响；而且与其他普拉克里特语使用婆罗米文不同，犍陀罗语使用佉卢文。
作为一种早期的普拉克里特语言，犍陀罗语拥有区别于其他所有已知普拉克里特语的独特特征。在语音学上，它保留了古印度-雅利安语的全部三个咝音——s、ś和ṣ，而在其他普拉克里特语中三者合并为[s]，这一变化被认为是最早的中古印度-雅利安语的音变之一。犍陀罗语还保留了某些古印度-雅利安语的辅音群，主要是那些涉及v和r的。此外，古印度-雅利安语元音间的th和dh在早期用一个特殊的字母书写（学者注意到是带下划线的s，即[s]），后来与s互换使用，这表明了语音的早期变化，可能是浊齿擦音ð，后来音变为z，然后变为普通的s。
中古普拉克里特诸语通常将th弱化为dh，后来又变为h。佉卢文没有区分长短元音，因此该特征的细节尚不清楚。
语言学证据将一些讲达尔德语的族群与犍陀罗语联系起来。科希斯坦语组现在已不在其发源地使用，但曾在该地区广泛传播，并且很可能是犍陀罗地区某个古老方言的后代。最后消失的是蒂拉赫语，几年前，阿富汗东部贾拉拉巴德附近的几个村庄仍然在使用这种语言，这是19世纪被阿夫里迪普什图人驱逐出蒂拉赫的移民的后代所说的语言。乔治·摩根斯特尔内提出，蒂拉赫语“可能是从蒂拉赫穿过白沙瓦地区延伸到斯瓦特和第尔的方言群的残余”。如今，它应当已完全灭绝，该地区现在以后来移民带来的伊朗语支语言（如普什图语）为主。在今天仍在使用的现代印度-雅利安诸语中，托瓦利语与犍陀罗语的Niya方言在语言学上最为接近。

## 重新发现与历史
通过研究一种《阿含经》，即《长阿含经》，学者确定了一种独特的语言，该语言已被佛陀耶舍和竺佛念译为汉语。
现在关于佛教在中亚传播的主流假设可以追溯到1932年，当时恩斯特·瓦尔德施米特指出，由法藏部高僧佛陀耶舍翻译的《长阿含经》第一卷提到的人名并非翻译自梵语，而是从一种当时未确定的普拉克里特语翻译来的。这种语言也出现在于阗国的《法句經》中。1946年，贝利确定了这种普拉克里特语，并将其命名为犍陀罗语，对应于印度西北部大多数佉卢文铭文的语言。
从那时起，学术界逐渐达成共识，认为第一波佛教传教工作与犍陀罗语和佉卢文铭文有关，并初步认为与法藏部有关。
现有证据还表明，第一个前往于阗的佛教使团是由法藏部派出的，并使用了佉卢文书写的犍陀罗语。然而，有证据表明佛教的其他部派和典籍也使用犍陀罗语，并且有证据表明法藏部有时也使用梵语。
诚然，犍陀罗语写成的文稿大多都属于法藏部，但几乎所有部派（包括大乘佛教）都使用了一些犍陀罗语。冯·希尼贝（1982年和1983年）指出此前归属于说一切有部的文献中包含不完全梵语化的犍陀罗语词汇，并得出结论，要么修改文献的部派归属，要么“犍陀罗语等于法藏部”的默认教条是错误的。相反，法藏部也使用梵语。
从公元1世纪开始，犍陀罗语出现了一种严重的梵语化趋势。

## 音系学
通常情况下，犍陀罗语是一种中古普拉克里特语，普拉克里特语是中古印度-雅利安语的术语。犍陀罗语刚刚开始显露出公元1世纪的晚期普拉克里特语的特征。中古普拉克里特语的语音特点是元音间辅音的弱化：去辅音延长和浊音化，例如古印度-雅利安语的*k变为g。损失最快的是齿音，甚至在晚期之前就开始完全消失，例如*t > ∅（例：*pitar > piu）；相比之下，卷舌音则从未丢失。还有证据表明，送气音和不送气塞音的对立也消失了，这在印度-雅利安语中是不寻常的。
在中亚犍陀罗语中，鼻音与同源塞音的书写经常混淆；目前尚不清楚这是否代表了语音目录中塞音被同化或前鼻化辅音的出现。

## 语法
犍陀罗语的语法很难分析：尾音不仅因所有普拉克里特语共有的尾辅音消失和辅音群简化而受到侵蚀，而且尾原因也明显减弱，“以至不再有区别”。尽管如此，犍陀罗语至少有一个原始的语法格系统。由于长篇文献主要用于宗教文献的翻译以及佛经的叙事性质，犍陀罗语口头形式的使用受到高度限制，但似乎与其他普拉克里特语的变化并行不悖。

## 词汇
犍陀罗语的词汇也受其文本使用的限制，但仍可以确定一些不寻常的形式，如与该地区现代印度-雅利安语（特别是达尔德语支的一些语言）形式有共同之处的犍陀罗语形式。例如，犍陀罗语的“姐姐”一词是古印度-雅利安语svasṛ-的后代，与达尔德语相同，而所有印度雅利安语都已用bhaginī的对应形式取代了该词。

## 犍陀罗语佛教原稿
在1994年之前，学者们唯一能得到的犍陀罗语手稿是1893年在新疆和田附近的牛头山（Kohmāri Mazār）发现的佛教经典《法句经》的桦树皮写卷。从1994年开始，在阿富汗东部和巴基斯坦西部发现了大量零散的佛教文本手稿，共计77份。这些文件包括：
- 大英图书馆收藏的29份桦树皮写卷碎片，包括《法句经》《无热恼池偈颂》《犀角经》《阿毘达磨集异门足论》和一部分《增一阿含经》的经文合集。
- 斯柯廷藏品（英语：Schøyen Collection），包括129份棕榈叶对开页、日本人平山氏收藏的27份棕榈叶对开页以及林寺氏收藏的18份棕榈叶对开页，包括《大般涅槃经》和《贤劫经》。
- 斯尼尔收藏的24份桦树皮写卷，主要由不同的佛经和《无热恼池偈颂》组成。
- 华盛顿大学收藏的一卷桦树皮写卷的8个片段，以及另一卷写卷的两个小片段，可能包括阿毘达磨或其他学术评论。

## 犍陀罗语翻译
大乘佛教的净土经典早在公元147年就从犍陀罗带到中国，当时贵霜的僧人支娄迦谶开始将第一部佛经译为中文。这些译本中最早的一部分证明了它们是由犍陀罗语翻译而来。众所周知，这一时期的中国存在着佉卢文手稿。

## 延伸閲讀
- Gippert, Jost. . titus.uni-frankfurt.de.   [2009-09-07]. （原始内容存档于2009-03-05）.

## 外部連結
- 犍陀羅語《法句經》（页面存档备份，存于）
- Gandhari.org（页面存档备份，存于）
  - Stefan Baums & Andrew Glass, Catalog of Gāndhārī Texts （页面存档备份，存于）
  - Stefan Baums & Andrew Glass, A Dictionary of Gāndhārī （页面存档备份，存于）
- Early Buddhist Manuscripts Project. The University of Washington.
  - Publications and Work in Progress
- Rahman, Dr. Tariq, Peoples and Languages in Pre-Islamic Indus Valley,University of Texas at Austin.
- Gandhari Unicode Font ate website Andrew Glass
- The Gāndhārī Dharmapada （页面存档备份，存于）
- Die Akademie: Bayerische Akademie der Wissenschaften（页面存档备份，存于） （德文）